# Martín Muñoz de la Dehesa
Martín Muñoz de la Dehesa è un comune spagnolo di 199 abitanti situato nella comunità autonoma di Castiglia e León.